# Alpinestars

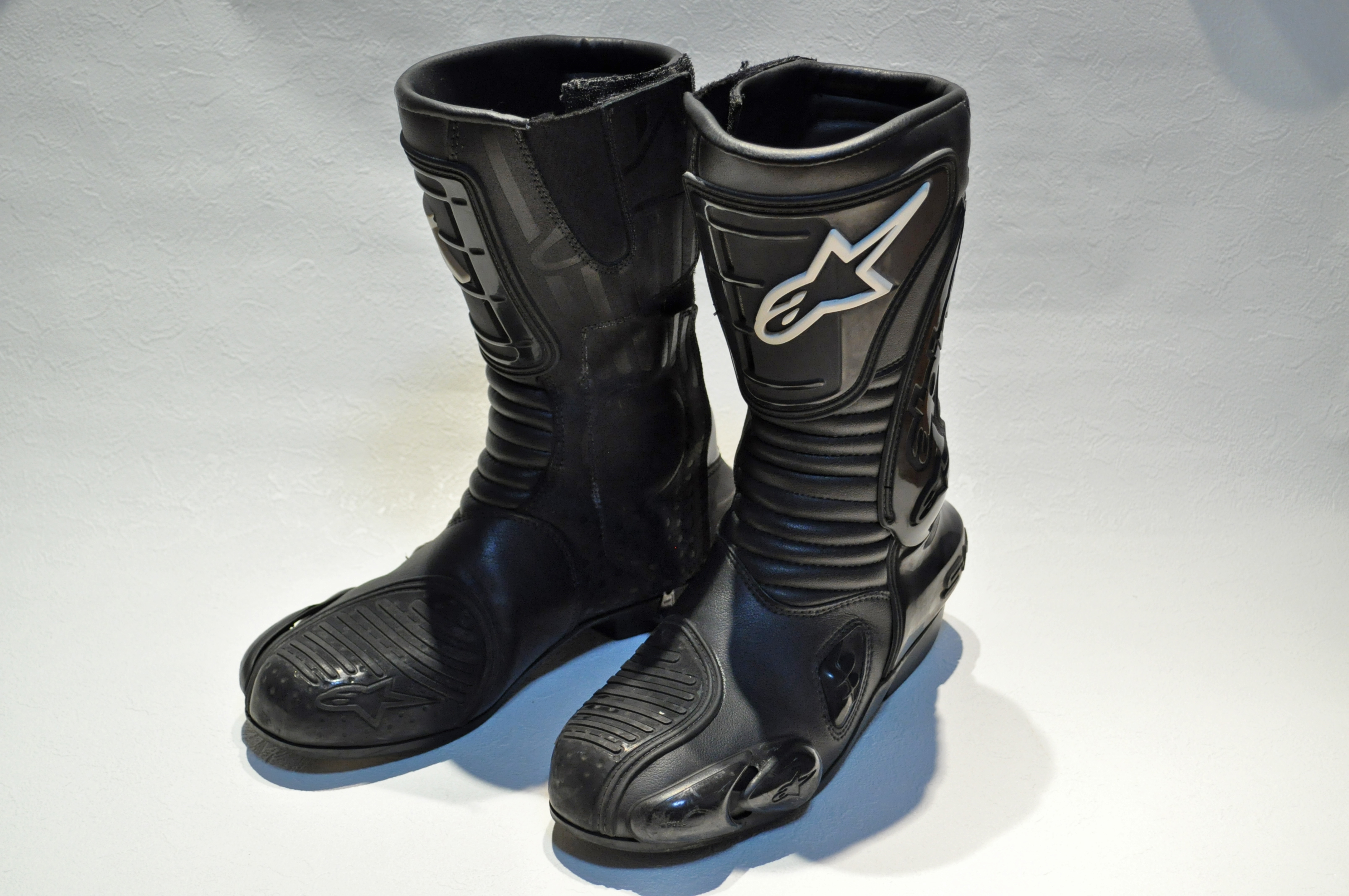
Botas da Alpinestars.

A Alpinestars é uma empresa fabricante de artigos de vestuário esportivo, principalmente automobilismo. A empresa foi fundada em 1963 em Asolo, Itália por Sante Mazzarolo, inicialmente produzindo equipamentos de esqui, o nome é uma tradução para o inglês da edelvaisse, uma flor típica da região onde a empresa foi fundada.